# فرودگاه آژاکسیو-ناپلئون-بناپارت
فرودگاه آژاکسیو-ناپلئون-بناپارت (به فرانسوی: Ajaccio – Napoléon Bonaparte Airport) یک فرودگاه همگانی با کد یاتا AJA است که یک باند فرود آسفالت بتن دارد و طول باند آن ۲۴۰۷ متر است. این فرودگاه در شهر آژاکسیو کشور فرانسه قرار دارد و در ارتفاع ۵ متری از سطح دریا واقع شده‌است.

## شرکت‌های هواپیمایی و مقصدهای پروازی
| شرکت‌های هواپیمایی                          | مقصدهای پروازی |
| ------------------------------------------ | --- |
| کورسیکا ایر                                | لیون-سنت‌اگزوپری، مارسی پروانس، نیس کوت دازور، اورلی، تولوز-بلانیاک فصلی: بوردو-مرینیاک، بروکسل جنوب شرلروآ، کلرمون فران اوورن |
| ایر فرانس                                  | اورلی، شارل دوگل پاریس |
| آک بارس آئرو                               | چارتر فصلی: دوموده‌دوو |
| بروکسل ایرلاینز                            | فصلی: بروکسل |
| Chalair Aviation                           | فصلی: لیموگس - بلگراد، پرپینیان-ریوسالت                                                                                       |
| ایزی‌جت                                     | فصلی: گاتویک، لیون-سینت اگزوپری، شارل دوگل پاریس                                                                              |
| easyJet Switzerland                        | فصلی: بازل-مولوز-فرایبورگ اروپا، ژنو                                                                                          |
| هاپ!                                       | فصلی: لاگارن، اوریاک، بریو – سوئیلاک، شاترو-سانتر، کستر–مازامت، لا روشل – ایل دو ر، لیموگس - بلگراد، پولیتیه بیار             |
| لوکزایر                                    | فصلی: لوگزامبورگ - فیندل |
| نروجین ایر شاتل                            | فصلی: گاردرموئن اسلو، استکهلم-آرلاندا                                                                                         |
| اسمارت‌وینگز اجرا توسط تراول سرویس ایرلاینز | فصلی: پراگ رازیون، ام. آر. استفانیک                                                                                           |
| سوئیس اینترنشنال ایرلاینز                  | فصلی: ژنو |
| ترانساویا.کام                              | فصلی: اسخیپول آمستردام |
| TUI fly Belgium                            | فصلی: بروکسل |
| ولوتی                                      | فصلی: باووایس-تیلی، بوردو–مریگناک، برست برتانی، کان–کرپیکه، لیل، مونپلیه - مدیترانه، نانت آتلانتیک، استراسبورگ، تولوز-بلانیاک |